# V444 Cygni
V444 Cygni (V444 Cyg / HD 193576 / HIP 100214 / WR 139) es una estrella binaria en la constelación de Cygnus de magnitud aparente +7,94.
Es miembro del cúmulo Berkeley 86 y se encuentra aproximadamente a 6200 años luz del sistema solar.
El sistema está compuesto por una caliente estrella azul de tipo espectral O6III-V y una estrella de Wolf-Rayet de tipo WN5.
Constituye una binaria eclipsante con un período orbital de 4,1 días, siendo la excentricidad de la órbita ε = 0,03. La separación entre las dos estrellas es de 0,18 UA o 38 radios solares.
La estrella azul es la más luminosa, con una luminosidad bolométrica 435.000 veces mayor que la luminosidad solar; por su parte, la estrella de Wolf-Rayet es 90.800 veces más luminosa que el Sol.
La temperatura superficial de esta última alcanza los 82.000 K.
En rayos X el par es más luminoso de lo que cabría esperar considerando las componentes individualmente; dicho exceso parece provenir de la zona de interacción entre los vientos estelares de las dos estrellas, cuya temperatura puede alcanzar varias decenas de millones K, contribuyendo principalmente a las emisiones de rayos X de más energía.
La estrella azul es 25 veces más masiva que el Sol y su acompañante tiene una masa de 10 masas solares.
Al igual que otras estrellas de Wolf-Rayet, dicha componente del sistema pierde masa a razón de 0,6 × 10-5 masas solares por año, mientras que la estrella azul lo hace a un ritmo diez veces menor.
El radio de esta última es 10 veces más grande que el radio solar y el de la estrella de Wolf-Rayet es 3 veces más grande que el de nuestro Sol.